# Condado de Schley
El condado de Schley (en inglés: Schley County), fundado en 1857, es uno de 159 condados del estado estadounidense de Georgia. En el año 2000, el condado tenía una población de 3766 habitantes y una densidad poblacional de 9 personas por km². La sede del condado es Ellaville. El condado recibe su nombre en honor a William Schley.

## Geografía
Según la Oficina del Censo, el condado tiene un área total de 435 km² (168 mi²), de la cual 435 km² (168 mi²) es tierra y 1 km² (0,4 mi²) (0.13%) es agua.

### Condados adyacentes
- Condado de Taylor (norte)
- Condado de Macon (este)
- Condado de Sumter (sur)
- Condado de Marion (oeste)

## Demografía
Según el censo de 2000, había 3766 personas, 1435 hogares y 1041 familias residiendo en la localidad. La densidad de población era de 9 hab./km². Había 1612 viviendas con una densidad media de 4 viviendas/km². El 65.77% de los habitantes eran blancos, el 31.28% afroamericanos, el 0.21% amerindios, el 0.08% asiáticos, el 0.16% isleños del Pacífico, el 1.35% de otras razas y el 1.14% pertenecía a dos o más razas. El 2.36% de la población eran hispanos o latinos de cualquier raza.
Los ingresos medios por hogar en la localidad eran de $32 035, y los ingresos medios por familia eran $36 215. Los hombres tenían unos ingresos medios de $29, 239 frente a los $19 952 para las mujeres. La renta per cápita para el condado era de $14 981. Alrededor del 19.90% de la población estaban por debajo del umbral de pobreza.

## Transporte

### Principales carreteras
- U.S. Route 19
- SR 26
- SR 45
- SR 153
- SR 228

## Localidades
- Ellaville

### Áreas no incorporadas
- Murrays Crossroads